# 第一代德文郡公爵威廉·卡文迪许

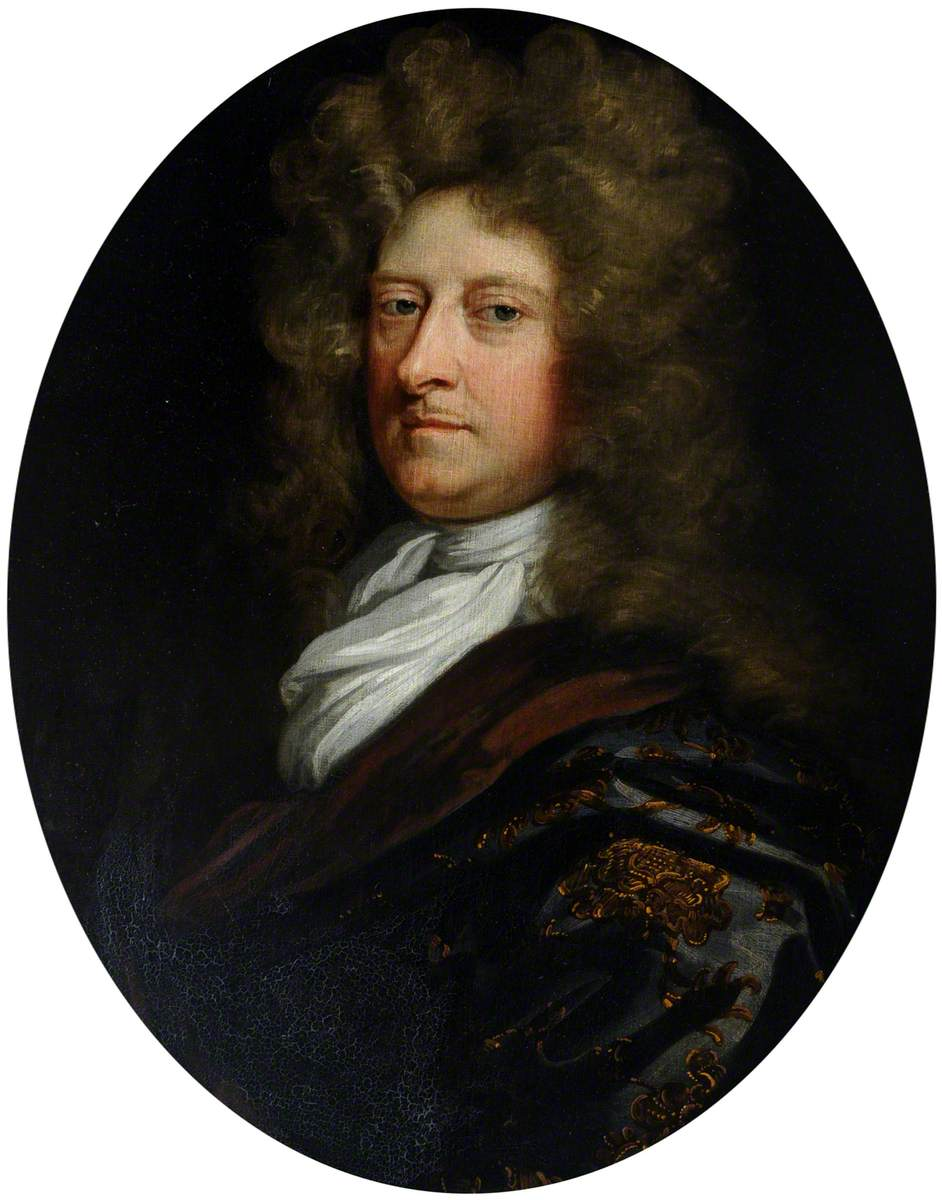
第一代德文郡公爵威廉·卡文迪许

第一代德文郡公爵威廉·卡文迪许，KG，PC（William Cavendish, 1st Duke of Devonshire，1640年1月25日—1707年8月18日），英国军人和政治家。查理二世和詹姆斯二世时代的辉格党人，英國議會運動領袖。

早年周遊歐洲，1661年回國，任議員，不久即以堅決而大膽地反對查理二世的政策出名。他支持1688年的光荣革命，并出面邀请詹姆斯二世的女婿、荷兰执政奥兰治亲王威廉来英国即位。革命后，他领导辉格党并任威廉的宮內大臣，1694年受德文郡公爵和哈廷顿侯爵爵位。

## 家庭
1662年，卡文迪許和奧蒙德公爵的女兒瑪麗·巴特勒（Mary Butler）結婚，兩人共有3子1女：
1. 伊莉莎白（1670年—1741年）
2. 威廉（英语：William Cavendish, 2nd Duke of Devonshire）（1672年—1729年）
3. 亨利（英语：Lord Henry Cavendish）（1673年—1700年）
4. 詹姆斯（英语：Lord James Cavendish (MP for Derby)）（？年—1751年）

| 前任： 威廉·卡文迪许，第三代德文郡伯爵 | 德文郡伯爵 1684-1707 | 繼任： 威廉·卡文迪许，第二代德文郡公爵 |
| 新爵位                                 | 德文郡公爵 1694-1707 | 繼任： 威廉·卡文迪许，第二代德文郡公爵 |